# ミスター・ピブ
ミスター・ピブ（Mr PiBB）はコカ・コーラ社が米国内で販売している炭酸飲料。

## 概要
1971年に米国で発売された。ドクターペッパーに対抗して開発された経緯を持つため、味が非常に酷似している。2001年からシナモンとサクランボ風味を加えたピブ・エクストラ（Pibb Xtra）に移行したが、いまだにミスター・ピブのラベルで売られることもある。主に地域のコカ・コーラボトラーズがドクターペッパーを扱っていない地域（アメリカ合衆国南部、カンザス州と太平洋岸北西部の一部など）でのみ流通している。
日本では同社が販売するドクターペッパーとの競合を避けるため、1973年12月にドクターペッパーを扱う東京コカ・コーラボトリング、利根コカ・コーラボトリング、沖縄コカ・コーラボトリングの三社及び、中京コカ・コーラボトリング、近畿コカ・コーラボトリング、四国コカ・コーラボトリングなど様子見に徹し結局発売しなかった会社を除く、全国のコカ・コーラボトラーズから発売されたが、あまり人気を獲得することなく生産中止となった。